# Programme Fulbright
Pour les articles homonymes, voir Fulbright.

Logo du programme Fulbright depuis mai 2019.

Le programme Fulbright est un système de bourses d'études (les bourses Fulbright) très sélectif et fondé sur le mérite, subventionné conjointement par le département d'État des États-Unis et par les gouvernements des pays désireux d'y participer.
Ce programme a été créé aux États-Unis en 1946 dans l'espoir qu'au lendemain de la Seconde Guerre mondiale les échanges culturels et éducatifs entre pays contribueraient à asseoir durablement la paix,.

## Historique

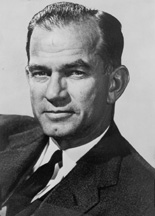
J. William Fulbright en 1952.

Créé en 1946 à l'initiative du sénateur de l'Arkansas J. William Fulbright, ce programme de bourses d'excellence est considéré comme l'un des plus prestigieux. Il existe actuellement dans 160 pays, et compte parmi ses anciens boursiers plusieurs prix Nobel (deux en 2002).
Les bourses sont accordées à des étudiants, des chercheurs, des enseignants et des professionnels désireux d'élargir leur formation, leurs recherches ou de partager leurs compétences en matière d'enseignement pendant une année universitaire dans le pays partenaire. Le programme est administré par 51 commissions Fulbright bilatérales, les ambassades des États-Unis et des organisations partenaires. 
Depuis la création de ce programme en 1946, plus de 250 000 bourses ont été accordées : environ 100 000 à des ressortissants américains et 150 000 à des ressortissants d'autres pays. Il existe aujourd'hui dans le monde plus de 150 organisations d'anciens boursiers Fulbright.
Il reçoit en 2014 le prix Prince des Asturies pour la coopération internationale.

## Critiques
Obtenir une bourse Fulbright est hors de portée de la majorité des habitants des pays en voie de développement. Pour présenter sa candidature, il faut justifier de quatre années d'étude, de deux ans d'expérience professionnelle et de la maîtrise de l'anglais. Seule une situation sociale privilégiée permet de réunir ces atouts.

## Commissions Fulbright
Les commissions Fulbright accordent des bourses d'études aux ressortissants des pays partenaires du programme Fulbright qui souhaitent étudier aux États-Unis, et aux ressortissants américains désireux d'étudier dans ces pays,.

## Prix Fulbright
Le prix Fulbright pour la compréhension internationale, mis en place en 1993, est accordé à titre de reconnaissance à des personnes ayant œuvré de manière significative dans le sens d'une meilleure compréhension entre les peuples, les cultures et les nations. Les lauréats du prix Fulbright sont :
- Nelson Mandela (1993)
- Jimmy Carter (1994)
- Franz Vranitzky (1995)
- Corazon Aquino (1996)
- Václav Havel (1997)
- Patricio Aylwin (1998)
- Mary Robinson (1999)
- Martti Ahtisaari (2000)
- Kofi Annan (2001)
- Sadako Ogata (2002)
- Fernando Henrique Cardoso (2003)
- Colin Powell (2004)
- Bill Clinton (2005)
- Desmond Tutu (2008)
- Fondation Bill-et-Melinda-Gates[11] (2010)
- Médecins sans frontières (2012)
- Hans Blix (2014)
- Richard Lugar (2016)
- Angela Merkel (2018)
- Bono (2021)